# Gemeindebücherei Zorneding
Die Gemeindebücherei Zorneding ist die öffentliche Bibliothek der Gemeinde Zorneding (Landkreis Ebersberg).

## Geschichte
Die Gemeindebücherei Zorneding wurde 1974 gegründet. Die 1948 durch den Sankt Michaelsbund eingerichtete Pfarrbücherei ging in dieser auf.
Der erste Leiter der Bücherei, Stephan Ziegler, erhielt für seine langjährige ehrenamtliche Arbeit die Bundesverdienstmedaille.
Seit dem Jahr 2013 ist die Bücherei Mitglied des Onleihe-Verbund LEO-SUED.
Im Jahr 2012 erhielt die Bücherei den EON-Kinderbibliothekspreis.
Die Bücherei ist Mitglied des 2017 gegründeten Büchereinetzwerk Ebersberg (BNE). Über den Verbundkatalog können seit 2020 Medien aus sieben Bibliotheken im Landkreis bestellt werden.
Die Träger sind die Katholische Pfarrkirchenstiftung St. Martin und die Gemeinde Zorneding.

## Bestand und Angebote
Der Bestand der Bücherei umfasst 28.833 physische Medien (2022). Über den Onleihe-Verbund LEO-SUED sind 88.065 E-Medien (2022) verfügbar.
Die Bücherei veranstaltet zusammen mit dem Verein PRO Christophoruskirche e.V. seit 2009 die Veranstaltungsreihe „Literarischer Herbst in Zorneding“, die 2018 Kandidat für den Tassilo-Preis der Süddeutschen Zeitung war.